# No Limit Tour
El No Limit Tour es la cuarta gira musical del grupo surcoreano Monsta X, la primera luego de la Pandemia de COVID-19. Inicialmente fue planteada como una gira únicamente por los Estados Unidos, pero posteriormente fueron añadidos conciertos en Seúl.

## Repertorio
La lista de canciones presentada es interpretada durante la fecha en Nueva York, pero puede no representar la totalidad de la gira.
1. «Gambler»
2. «Dramarama»
3. «Rush Hour»
4. «Just Love»
5. «Burning Up»
6. «One Day»
7. «Play It Cool»
8. «You Problem»

II Parte
1. «Find You»
2. «And»

III Parte
1. «Wildfire» - Solo de Hyungwon
2. «God Damn» / «Happy to Die» - Solo de I.M
3. «Ongshimi» - Solo de Minhyuk
4. «Rain» - Solo de Kihyun
5. «Smoky» - Solo de Joohoney
6. «Voices» - Solo de Joohoney

IV Parte
1. «Mercy»
2. «Love Killa»
3. «Love»
4. «Beastmode»
5. «Zone»
6. «Fallin'»

Encore
1. «Stand Together»
2. «Love You»

| Notas |
| --- |
| - Durante los conciertos en Seúl, «Just Love» y «And» fueron reemplazadas por «Heaven» y «U R» respectivamente. - A diferencia de la gira norteamericana, en los conciertos de Seúl fue usada la versión coreana de «Play It Cool». |

## Fechas
| Fecha (2022)    | Ciudad       | País           | Recinto                       | Asistencia   | Recaudación  |              |
| Norteamérica    | Norteamérica | Norteamérica   | Norteamérica                  | Norteamérica | Norteamérica | Norteamérica |
| --------------- | ------------ | -------------- | ----------------------------- | ------------ | ------------ | ------------ |
| 21 de mayo      | Nueva York   | Estados Unidos | Radio City Music Hall         | 5.257        | $656.759     |              |
| 24 de mayo      | Fairfax      | Estados Unidos | EagleBank Arena               | 5.747        | $586.141     |              |
| 26 de mayo      | Detroit      | Estados Unidos | Fox Theatre                   | ―            | ―            |              |
| 28 de mayo      | Chicago      | Estados Unidos | Chicago Theatre               | 6.580        | $741.682     |              |
| 29 de mayo      | Chicago      | Estados Unidos | Chicago Theatre               | 6.580        | $741.682     |              |
| 1 de junio      | Sunrise      | Estados Unidos | FLA Live Arena                | ―            | ―            |              |
| 4 de junio      | Duluth       | Estados Unidos | Gas South Arena               | ―            | ―            |              |
| 6 de junio      | Fort Worth   | Estados Unidos | Dickies Arena                 | 10.068       | $872.200     |              |
| 8 de junio      | Phoenix      | Estados Unidos | Arizona Federal Theatre       | ―            | ―            |              |
| 11 de junio     | Inglewood    | Estados Unidos | Kia Forum                     | 11.645       | $1.318.191   |              |
| Asia            |              |                |                               |              |              |              |
| 2 de septiembre | Seúl         | Corea del Sur  | SK Olympic Handball Gymnasium | ―            | ―            |              |
| 3 de septiembre | Seúl         | Corea del Sur  | SK Olympic Handball Gymnasium | ―            | ―            |              |
| 4 de septiembre | Seúl         | Corea del Sur  | SK Olympic Handball Gymnasium | ―            | ―            |              |